# 新巴甫利夫卡 (采布里科韋市鎮)
47°9′19″N 29°57′42″E / 47.15528°N 29.96167°E
新巴甫利夫卡（烏克蘭語：Новопавлівка）是位於烏克蘭西南部的村莊，由敖德薩州羅茲季利納區的采布里科韋市鎮負責管轄。該村始建於1897年，面積0.15平方公里，海拔高度127米，2001年人口9，人口密度每平方公里60人。